# Brigus
Brigus är ett fiskeläge på Conception Bay i provinsen Newfoundland och Labrador i Kanada. Det fanns 750 invånare vid folkräkningen 2011.

## Etymologi
Namnets ursprung är osäkert. Det har förknippats med staden Brighouse, i närheten av Huddersfield, i Yorkshire, England. Det är dock troligare att det har sitt ursprung i det gamla franska ordet ”brigas”, eller ”brigues” för ’ränker’. Referenser från 1600-talet ger stavningen ’Brega’ (cirka 1630) och ’Brigues’ (1677). ’Brigus’ finns dokumenterat från 1693.

## Demografi
Den kanadensiska folkräkningen 2011 innehåller följande uppgifter om Brigus.
- Befolkning 2011 – 750
- Befolkning 2006 – 794
- Befolkning 2001 – 784[1]
- Förändring 2006 – 2011 -5,5 procent
- Förändring 2001 – 2006 +1,3 procent

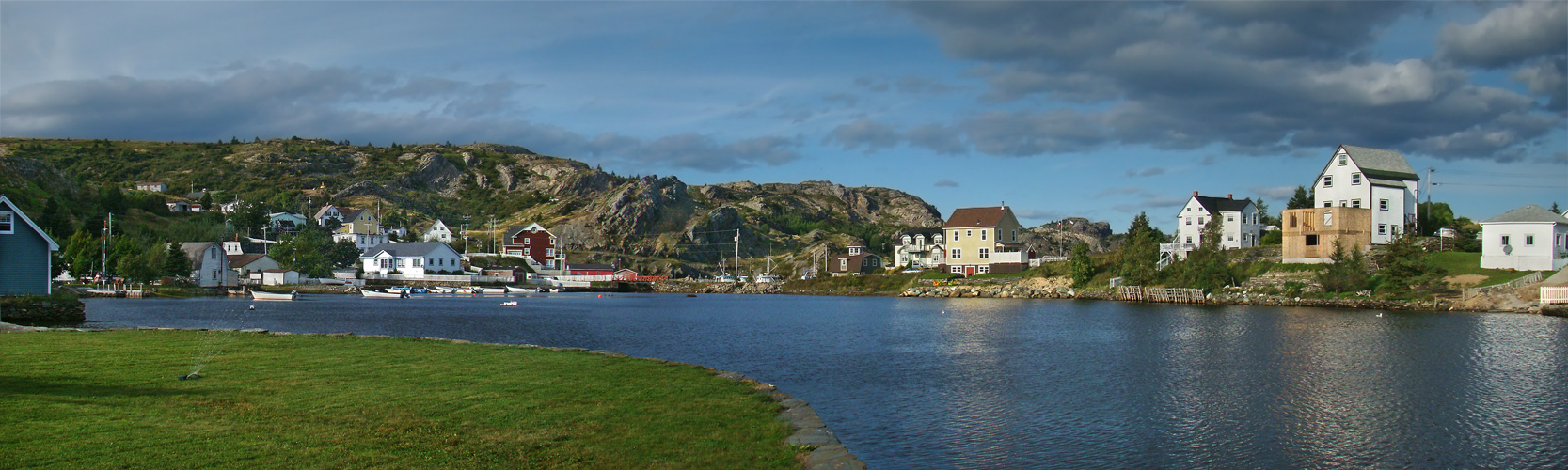
Eftermiddag vid hamnen

- Befolkningstäthet: 64,8
- Yta 11,57 km2

## Referenser

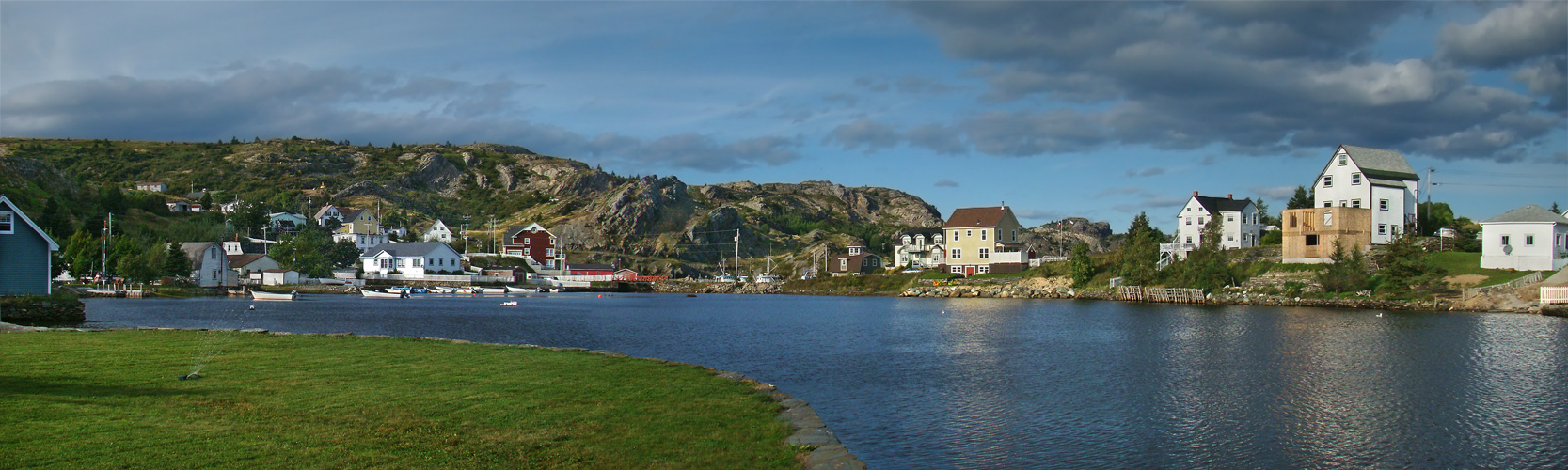
Brigus